# Tucetona guesi
Tucetona guesi is een tweekleppigensoort uit de familie van de Glycymerididae. De wetenschappelijke naam van de soort is voor het eerst geldig gepubliceerd in 1895 door Jousseaume.